# Schöneck (Saxônia)
Schöneck é um município da Alemanha, situado no distrito de Vogtlandkreis, no estado da Saxônia. Tem 55,06 km² de área, e sua população em 2019 foi estimada em 3.142 habitantes.